# 马扎尔班海杰什
马扎尔班海杰什（匈牙利語：Magyarbánhegyes）是匈牙利贝凯什州所辖的一个村。总面积36.56平方公里，总人口2437，人口密度66.7人/平方公里（2011年1月1日）。